# Avântul
Avântul de Buzău a fost o revistă pentru literatură care a apărut în perioada 1 februarie 1906 - 1908 și 1921 - 1931. Fondatorul revistei a fost Ion Apostolescu, care împreună cu alți colaboratori ai săi și-au propus să promoveze frumosul, compunerile originale și diverse tematici științifice. Apostolescu împreună cu D. Murărescu au susținut și cultivat o poezie „cu mult idilism, cu o metrică împrumutată de la Octavian Goga și George Coșbuc”.
Autorii care semnau în cadrul revistei nu au scris doar poezie ci și proză, cum a fost Constanța Marino-Moscu care ulterior a colaborat și la revista Viața Românească.